# الیسون سانتانا
الیسون سانتانا (انگلیسی: Alisson Santana؛ زادهٔ ۲۱ سپتامبر ۲۰۰۵) بازیکن فوتبال اهل برزیل است که در حال حاضر برای شاختار دونتسک در پست هافبک بازی می‌کند.
وی همچنین در تیم ملی فوتبال زیر ۲۰ سال برزیل بازی کرده است.

## دوران باشگاهی
الیسون سانتانا فوتبال را از تیم جوانان بوتافوگو آغاز کرد و در سال ۲۰۱۹ به این باشگاه پیوست. او به تدریج در تیم‌های پایه پیشرفت کرد و در سال ۲۰۲۳ به تیم بزرگسالان بوتافوگو فراخوانده شد.
الیسون نخستین بازی رسمی‌اش را در ۱۵ مارس ۲۰۲۳ در رقابت‌های سری آ برزیل انجام داد و در جریان دیداری خانگی برابر باشگاه فوتبال کروزیرو وارد زمین شد. در ادامه فصل، او به بازیکن منظم تیم بدل شد و موفق به گلزنی نیز گردید.

## دوران ملی
الیسون سانتانا در سال ۲۰۲۴ به تیم ملی جوانان برزیل دعوت شد و در رقابت‌های قهرمانی زیر ۲۰ سال آمریکای جنوبی حضور داشت.